# Ángel Rojas (Fußballspieler, 1997)
Ángel Rafael Rojas Martínez (* 20. Oktober 1997 in Requínoa) ist ein chilenischer Fußballspieler. Der Innenverteidiger gewann 2017 die chilenische Meisterschaft mit dem CSD Colo-Colo.

## Karriere
Der linksfüßige Verteidiger Rojas kam im Alter von fünfzehn Jahren in das Nachwuchssystem vom CSD Colo-Colo und gab sein Debüt in der Reservemannschaft in der Saison 2013/14 in der Segunda División. Von Trainer José Luis Sierra in die erste Mannschaft befördert, war er Teil des Kaders, der sowohl die Meisterschaft der Transición 2017 als auch die Supercopa de Chile 2017 gewann. Im Jahr 2018 wurde er an CD Malleco Unido ausgeliehen, wo er 22 Einsätze absolvierte und zwei Tore erzielte. Nach seiner Rückkehr zu Colo-Colo ohne weitere Einsatzmöglichkeiten wechselte er 2019 zu San Antonio Unido.
In der zweiten Hälfte des Jahres 2019 wechselte er ins Ausland und unterschrieb beim portugiesischen Klub AD Oliveirense, dank Manuel Crespo, einem ehemaligen Trainer der Colo-Colo-Nachwuchsabteilung. Zurück in Chile verbrachte er von 2020 bis 2022 drei Saisons bei Rodelindo Román, bis der Klub für die Saison 2023 in den Amateurfußball abstieg.

## Erfolge
Colo-Colo
- Chilenischer Meister: 2017-T
- Chilenischer Supercup-Sieger: 2017